# Tomasz Korzeniowski
Tomasz Korzeniowski (ur. 1955 w Poznaniu) – polski bibliotekarz, literat, tłumacz literatury hebrajskiej, dziennikarz.

## Życiorys
Urodził się w 1955 w Poznaniu. Od 1956 do 1979 mieszkał we Wrocławiu. Uzyskał wykształcenie w zawodzie bibliotekarza. Od 1979 przebywał w Sanoku. Od tego roku zajmował się literaturą. Pisał utwory poetyckie i prozatorskie, recenzje, artykuły publicystyczne, bibliografie. Został też dziennikarzem. Wraz z żoną Marią w 1979 redagował pismo „Karbunkuły Poetyckie”. W latach 80.   był redaktorem almanachów literackich Robotniczego Stowarzyszenia Twórców Kultury (RSTK) w Sanoku. Był historycznie pierwszym redaktorem naczelnym „Tygodnika Sanockiego”, wydawanego od 3 maja 1991, i pozostawał nim do numeru 7. Po odejściu z TS w 1991 i 1992 był redaktorem i wydawcą „Pisma Sanockiego” (biuletyn społeczno-polityczny i gospodarczy). W 1996 był redaktorem naczelnym Telewizji Sanok. W 1995 w Sanoku wraz z Januszem Szuberem był inicjatorem powstania stowarzyszenia, w 1996 formalnie założonego jako Korporacja Literacka, i w 1996 został wybrany pierwszym prezesem. Od numeru 8 w 1997 do numeru 23 był redaktorem naczelnym „Dodatku Kulturalnego” dodawanego do „Tygodnika Sanockiego”. Po wznowieniu wydawania „Gazety Bieszczadzkiej” z Ustrzyk Dolnych w 1996 został sekretarzem redakcji. Został też sekretarzem redakcji sanockiego periodyku „Acta Pancoviana”, wydawanego  od 1998. W drugiej połowie lat 90. pracował nad Galicyjskim Słownikiem Pisarzy Żydowskich, wydawanym na łamach „Frazy”.
Jego publikacje ukazywały się w czasopismach: „Akcenty”, „Nowiny Książki” (oba z Tel Awiw-Jafa), „Czas Kultury”, „Dekada Literacka”, „Fraza”, „Kresy”, „Kwartalnik Artystyczny”, „Literatura”, „Nowe Książki”, „Okolice”, „Wiadomości Kulturalne”, „Więź”, „Zeszyty Literackie”.
Od 1979 zajmuje się historią i kulturą Żydów, a w 1989 został tłumaczem literatury hebrajskiej. Do 1997 miał w dorobku ok. 200 przekładów. Odbył studia w Zakład Historii Żydów w Polsce na Uniwersytecie Jagiellońskim, ukończone w 2001.
Był zatrudniony w Bieszczadzkim Domu Kultury w Lesku i w Miejskiej Bibliotece Publicznej w Sanoku. W Sanoku przebywał do 1999. W późniejszym czasie ponownie związany z Wrocławiem.

## Publikacje
Przekłady
- Jehuda Amichaj: Koniec sezonu pomarańczy (2000)[18][16]
- Amos Oz: To samo morze (2002)[16]
- Hilde Huppert: Doktor Weronika (2002)[19][16]
- Jehuda Amichaj: Dzwony i pociągi (2003)[16]
- Mordechaj Arieli: Aszkenazyjczyk. Biografia możliwa (2005)[20]
- Chaim Be’er: Sznury; Mira Magen: Guziki dobrze zapięte; Dawid Grossman: Bądź mi nożem; Orli Kastel-Blum: Dolly City (w: „Kwartalnik Artystyczny” nr 4, 2004; fragmenty powieści)[16]
- Said Kaszua: Arabowie tańczą (2005)[16]
- Jehuda Amichaj: Jak umierał ojciec (w: „Zeszyty Literackie” nr 97, 2007)[16]
- Beniamin Tammuz: Minotaur (w: „Odra” nr 5, 2008; fragmenty powieści)[16]
- Szmuel Josef Agnon: Światło Tory (w: „Przegląd Powszechny” nr 7, 2008)[16]
- Jehudit Hendel: Szaleństwo psychiatry (2009)[21][16]
- Ida Huberman: Tam (2010)[16]
- Etgar Keret, Asaf Gawron: Tel Awiw Noir (2015)[22]
- Cwika Szternfeld: Po polsku (2017)[23]

Redakcje, opracowania
- „Klub Literacki "Połoniny" w Sanoku” (1985, redakcja, opracowanie graficzne)[24]
- Maria Czerkawska. Bibliografia (1986, opracowanie)[1]
- Maria Czerkawska: życie i twórczość. Katalog wystawy (1987, scenariusz wystawy, teksty i redakcja katalogu, bibliografia)[25]
- „Klub Literacki "Połoniny" w Sanoku”, Almanach 2 (1988, redakcja, opracowanie graficzne)[26]
- „Klub Literacki "Połoniny" w Sanoku”, Almanach trzeci (ok. 1989, redakcja, opracowanie graficzne)[27]
- Bibliografia miesięcznika „Okolice” (1989, opracowanie)[1]
- Kalman Segal. Bibliografia (1989, opracowanie)[1][28]
- Marian Pankowski. Bibliografia (1990, opracowanie)[1]
- Pisarska rozróba. W 70-lecie urodzin Mariana Pankowskiego (1990, redakcja)[29]
- Seks w Talmudzie (1992, opracowanie)[1]
- Mickiewicz 200. Biuletyn Miejskiej Biblioteki Publicznej w Sanoku w Roku Mickiewiczowskim - Nr 1, maj - sierpień 1998 (1998, redakcja biuletynu, scenariusz i realizacja wystawy, opracowanie bibliografii)[30]
- Karol Wojtyła – Jan Paweł II. 20-ta rocznica pontyfikatu Papieża Polaka. Wystawa i bibliografia druków zwartych i artykułów z czasopism w zbiorach Miejskiej Biblioteki Publicznej w Sanoku (1998, wybór, opracowanie, redakcja)[31]
- „Acta Pancoviana”, Nr 2 (1999, projekt graficzny)[32]
- „Acta Pancoviana”, Nr 3 (2004, projekt graficzny)[33]
- Natchnieni Bieszczadem. Antologia poezji (2008, współautor)[34]
- „Acta Pancoviana”, Nr 5 (2012, projekt graficzny)[35]